# Щетинохвостки
Щетинохво́стки (или чешуйницы (лат. Zygentoma)) — отряд бескрылых насекомых.
Ранее как отряд лат. Thysanura включался в состав группы первичнобескрылых насекомых.

## Описание
Одна из наиболее характерных особенностей — наличие трёх хвостовых нитей (пары церок и непарного парацерка), благодаря которым щетинохвостки и получили своё название. Из всех первичнобескрылых щетинохвостки наиболее близко родственны крылатым насекомым, с которыми их сближает строение усиков, или антенн, и сочленения верхних челюстей, или мандибул, с головной капсулой. Вместе с тем щетинохвостки характеризуются рядом примитивных особенностей: длинными членистыми церками, наличием парацерка, рудиментарными конечностями на брюшных сегментах (втяжными пузырьками и грифельками). Наиболее известный представитель — обыкновенная чешуйница, нередко встречающаяся в жилых домах. На 2013 год учёными описано 574 вида, включая 20 ископаемых видов, в основном обитающих в тропических и субтропических поясах.
Щетинохвосток часто ошибочно называют мокрицами.
Древнейшие надёжно идентифицированные щетинохвостки (по состоянию на 2013 год) относятся к меловому периоду и известны из песчаников бразильской группы Сантана (неописанный вид семейства чешуйниц, около 110 млн лет) и из бирманского янтаря (Burmalepisma cretacicum, 100—110 млн лет). Иногда к щетинохвосткам относят Ramsdelepidion schusteri из карбоновых отложений Иллинойса, но эта идентификация сомнительна.

## Классификация
Система отряда по Engel, 2006 включает 2 подотряда и 6 семейств.
- Подотряд Archizygentoma Engel
  - Tricholepidiidae Engel
- Подотряд Neozygentoma Engel
  - † Инфраотряд Parazygentoma Engel
    - † Lepidotrichidae Silvestri — Лепидотрихиды

  - Инфраотряд Euzygentoma Grimaldi & Engel
    - Lepismatidae Latreille — Чешуйницы
    - Maindroniidae Escherich
    - Nicoletiidae Lubbock — Николетиды
    - Ateluridae Remington

Некоторые систематики повышают ранг подсемейства Protrinemurinae из николетид до отдельного семейства Protrinemuridae.